# Høresans
Hørelsen eller høresansen er en af menneskets traditionelle fem sanser og vedrører evnen til at høre lyd. Mennesket kan opfatte lyd med frekvenser fra ca. 20 til 20.000 hertz
Høresansen er den første sans, der udvikles, og allerede i sjette måned har fostret en fuldt udviklet høresans. 
I arbejdssammenhænge må man ifølge Arbejdstilsynet ikke udsættes for en vedvarende støjbelastning på over 85 dB. Det giver en forøget risiko for hørenedsættelse, hvad tilfældet i øvrigt også kan være ved at lytte til for høj musik. Det undersøgte Eric L. LePage og Narelle M. Murray blandt andet tilbage i 1998, hvilket de publicerede i "the Medical Journal of Australia".